# Jawaharlal Nehrus Pris
Jawaharlal Nehrus pris för internationell förståelse (the Jawaharlal Nehru Award for International Understanding) är ett internationellt pris som delas ut av Indiens regering. 
Priset instiftades 1965 för att hylla minnet av det fria Indiens första premiärminister (Jawaharlal Nehru), och hans livslånga engagemang för världsfreden och internationell förståelse.
Det delas ut till personer för deras enastående bidrag till internationell förståelse, goodwill och vänskap bland världens folk. Den förste mottagaren av priset var U Thant, FN:s generalsekreterare mellan 1961 och 1971.
Priset delas ut vid en ceremoni i Rashtrapati Bhawan (den indiske presidentens palats) av Indiens president i närvaro av vice presidenten och premiärministern. Priset består av en trofé, ett hedersomnämnande och 2,5 miljoner rupier.

## Lista över mottagare
- 1965 – U Thant, Burma
- 1966 – Martin Luther King, USA
- 1967 – Khan Abdul Ghaffar Khan, Indien
- 1968 – Yehudi Menuhin, USA
- 1969 – Moder Teresa, Albanien
- 1970 – Kenneth Kaunda, Zambia
- 1971 – Josip Broz Tito, Jugoslavien
- 1972 – André Malraux, Frankrike
- 1973 – Julius Nyerere, Tanzania.
- 1974 – Raúl Prebisch, Argentina
- 1975 – Jonas Salk, USA
- 1976 – Giuseppe Tucci, Italien
- 1977 – Tulsi Meherji Shrestha
- 1978 – Nichidatsu Fujii, Japan
- 1979 – Nelson Mandela, Sydafrika
- 1980 – Barbara Ward, Storbritannien.
- 1981 – Alva och Gunnar Myrdal, Sverige
- 1982 – Léopold Senghor, Senegal/Frankrike
- 1983 – Bruno Kreisky, Österrike
- 1984 – Indira Gandhi, Indien (postumt)
- 1986 – Olof Palme, Sverige (postumt)
- 1987 – Javier Pérez de Cuéllar, Peru
- 1988 – Yassir Arafat, Palestinier
- 1989 – Robert Mugabe, Zimbabwe
- 1990 – Helmut Kohl, Tyskland
- 1991 – Aruna Asaf Ali, Indien
- 1992 – Maurice Strong, Kanada
- 1993 – Aung San Suu Kyi, Myanmar
- 1994 – Mahathir bin Mohamad, Malaysia
- 1995 – Hosni Mubarak, Egypten
- 2003 – Goh Chok Tong, Singapore
- 2004 – Sultan Qabus ibn Said al Bu Said, Oman
- 2005 – Wangari Maathai, Kenya
- 2006 – Luiz Inácio Lula da Silva, Brasilien
- 2007 – Ólafur Ragnar Grímsson, Island
- 2009 – Angela Merkel, Tyskland
- priset delades inte ut 1986, 1996 till 2002 samt 2008